# Stefan Leković
Stefan Leković (Belgrado, 9 de enero del 2004) es un futbolista serbio que juega de defensa central en el Associazione Calcio Monza de la Serie A (Italia).

## Trayectoria
Natural de Belgrado, es un defensa central formado en las categorías inferiores del Estrella Roja de Belgrado. Leković iría quemando etapas en el conjunto de Belgrado, hasta que en la temporada 2021-22, forma parte de la plantilla de su equipo sub-19.
En enero de 2022, es cedido al FK Grafičar de Belgrado.
En la temporada 2022-23, forma parte del primer equipo del Estrella Roja de Belgrado. 
El 1 de septiembre de 2023, firma por el Villarreal CF "B", cedido por el Estrella Roja de Belgrado.Con el filial del Villarreal juega 29 partidos de liga en Segunda División, anotando 3 goles. Terminada la temporada y ante el descenso del equipo a Primera Federación, vuelve al Estrella Roja. 
El 31 de agosto de 2024 ficha por el Real Zaragoza, pero su documentación no llega a tiempo para su inscripción en la liga, y se frustra su traspaso.

## Internacional
Ha sido internacional con las categorías inferiores de Serbia, llegando a anotar tres goles con la Selección de fútbol sub-19 de Serbia.

## Clubes
| Club                             | País   | Año       |
| -------------------------------- | ------ | --------- |
| Estrella Roja de Belgrado Sub-19 | Serbia | 2021-2022 |
| FK Grafičar (cedido)             | Serbia | 2022      |
| Estrella Roja de Belgrado        | Serbia | 2022-2023 |
| Villarreal CF "B"                | España | 2023-2024 |